# Aconogonon pseudoajanense
Aconogonon pseudoajanense är en slideväxtart som beskrevs av V.Yu. Barkalov & I.B. Vyshin. Aconogonon pseudoajanense ingår i släktet sliden, och familjen slideväxter. Inga underarter finns listade i Catalogue of Life.